# Poljane (gmina miejska Obrenovac)
Poljane (cyr. Пољане) – wieś w Serbii, w mieście Belgrad, w gminie miejskiej Obrenovac. W 2011 roku liczyła 401 mieszkańców.